# Jean Chrysélios
Jean Chrysélios (en grec : Ἰωάννης Χρυσήλιος) est un notable provincial ayant vécu à la fin du Xe siècle à Dyrrachium (aujourd'hui Durrës en Albanie) et dont l'une des filles a épousé l'empereur bulgare Samuel Ier de Bulgarie.

## Biographie
D'origine bulgare, Jean Chrysélios est le proteuon (dirigeant) de Dyrrachium. Toutefois, selon une autre thèse, son nom n'est pas bulgare et il pourrait être d'origine bogomile ou arménienne. Selon une note à propos de l'histoire de Jean Skylitzès, le tsar Samuel se marie avec Agathe, une fille de Jean Chrysélios, qui a été faite prisonnière après le sac de la ville de Larissa par Samuel. Par là, il est possible que Samuel parvienne à s'assurer du contrôle de Dyrrachium, un port d'une importance stratégique sur la mer Adriatique.
Après la bataille de Spercheios en 997, Samuel nomme son beau-fils Achot Taronitès, un ancien prisonnier byzantin, comme gouverneur de la ville. Toutefois, vers 1005, Achot et sa femme Miroslava fuient vers Constantinople à bord d'un navire byzantin et avec la complicité de Jean Chrysélios. Ils sont porteurs d'une lettre de ce dernier promettant à l'empereur Basile II la reddition de la ville, en échange du rang de patrice pour Chrysélios et ses deux fils. Rapidement, une escadre byzantine commandée par Eustathe Daphnomèle apparaît au large de la ville qui revient dans le giron impérial. Néanmoins, il semble que Chrysélios meurt au même moment,,. Toutefois, il est possible que cet événement n'intervienne qu'en 1018, à la fin de la guerre byzantino-bulgare mais la chronologie de la principale source de l'époque, le texte de Skylitzès, manque de clarté. Quant à la chronique italienne de Lupus Protospatharius, si elle donne bien la date de 1004 ou 1005 pour la reprise de Dyrrachium, elle ne mentionne pas Chrysélios.

## Famille
En plus de sa fille Agathe, des historiens bulgares modernes identifient un Nicolas Chrysélios ou Nicolas le Bulgare, mentionné par Skylitzès comme étant actif sous le règne de Romain III Argyre, comme l'un des fils de Jean Chrysélios. En outre, un certain Théodorétos, le père de Kosara qui est la femme du prince Jovan Vladimir de Dioclée a pu être décrit comme l'un des fils de Jean Chrysélios.